# Chiến tranh Afghanistan (2001–2021)
Chiến tranh Afghanistan là một cuộc chiến tranh diễn ra sau khi Hoa Kỳ xâm lược Afghanistan và sau khi Hoa Kỳ và các đồng minh đã hạ bệ thành công Taliban từ vị trí nắm quyền lực để không cho al-Qaeda có cơ sở hoạt động an toàn ở Afghanistan. Sau khi hoàn thành các mục tiêu ban đầu, một liên minh gồm hơn 40 quốc gia (bao gồm tất cả các thành viên NATO) đã thành lập một phái bộ an ninh tại quốc gia này với tên gọi Lực lượng Hỗ trợ An ninh Quốc tế (ISAF, được kế nhiệm bởi Resolute Support Mission (RS) vào năm 2014) trong đó có một số thành viên đã tham gia vào chiến đấu quân sự liên minh với chính phủ Afghanistan. Cuộc chiến chủ yếu bao gồm quá trình nổi dậy của Taliban chống lại Lực lượng vũ trang Afghanistan và các lực lượng đồng minh; phần lớn binh lính và nhân viên ISAF / RS là người Mỹ. Cuộc chiến được Mỹ đặt tên mã là Chiến dịch Tự do Bền vững (2001–14) và Chiến dịch Tự do Sentinel (2015 – 2021).
Sau các cuộc tấn công ngày 11 tháng 9 năm 2001, George W. Bush yêu cầu Taliban, khi đó là lực lượng thực tế đang cai trị Afghanistan khi đó, phải giao nộp Osama bin Laden. Việc Taliban từ chối dẫn độ bin Laden đã dẫn đến Chiến dịch Tự do Bền vững; Taliban và các đồng minh Al-Qaeda hầu hết đã bị các lực lượng do Hoa Kỳ lãnh đạo và Liên minh phương Bắc đã chiến đấu chống lại Taliban từ năm 1996 đánh bại trong nước Afghanistan. Tại Hội nghị Bonn, các chính quyền lâm thời mới của Afghanistan (hầu hết thuộc Liên minh phương Bắc) đã bầu Hamid Karzai làm người đứng đầu Chính quyền lâm thời Afghanistan. Hội đồng Bảo an Liên Hợp Quốc đã thành lập ISAF để hỗ trợ chính quyền mới trong việc đảm bảo an ninh cho Kabul. Một nỗ lực tái thiết trên toàn quốc cũng đã được thực hiện sau khi chế độ Taliban kết thúc.
Sau khi thất bại trong cuộc tấn công của Mỹ và đồng minh, Taliban được Mullah Omar tổ chức lại và phát động một cuộc nổi dậy chống lại chính phủ Afghanistan vào năm 2003. Các phần tử nổi dậy của Taliban và các nhóm khác đã tiến hành chiến tranh phi đối xứng với các cuộc đột kích và phục kích của du kích ở vùng nông thôn, các cuộc tấn công liều chết nhằm vào các mục tiêu đô thị và giết người mặc áo khoác nhằm chống lại liên quân. Taliban đã khai thác những điểm yếu trong chính phủ Afghanistan để khẳng định lại ảnh hưởng trên khắp các vùng nông thôn ở miền nam và miền đông Afghanistan. Từ năm 2006, Taliban đã đạt được nhiều lợi ích hơn nữa và cho thấy sự sẵn sàng tăng cường thực hiện các hành động tàn bạo đối với dân thường - ISAF đã đáp trả bằng cách tăng quân cho các hoạt động chống nổi dậy nhằm "giải tỏa và giữ " các ngôi làng. Bạo lực leo thang từ năm 2007 đến năm 2009. Quân số bắt đầu tăng vào năm 2009 và tiếp tục tăng đến năm 2011 khi có khoảng 140.000 binh sĩ nước ngoài hoạt động dưới sự chỉ huy của ISAF và Mỹ ở Afghanistan.
Các nhà lãnh đạo NATO vào năm 2012 đã bắt đầu chiến lược rút lui lực lượng của họ và sau đó Hoa Kỳ tuyên bố rằng các hoạt động tác chiến lớn của họ sẽ kết thúc vào tháng 12 năm 2014, để lại một lực lượng còn sót lại trong nước. Vào ngày 28 tháng 12 năm 2014, NATO chính thức chấm dứt các hoạt động chiến đấu của ISAF tại Afghanistan và chính thức chuyển giao toàn bộ trách nhiệm an ninh cho chính phủ Afghanistan. Operation Resolute Support do NATO dẫn đầu được thành lập cùng ngày với tư cách là tổ chức kế nhiệm của ISAF. Vào ngày 29 tháng 2 năm 2020, Hoa Kỳ và Taliban đã ký một thỏa thuận hòa bình có điều kiện tại Doha, trong đó yêu cầu quân đội Mỹ rút khỏi Afghanistan trong vòng 14 tháng miễn là Taliban hợp tác với các điều khoản của thỏa thuận này. Ngoài ra, các phần tử nổi dậy thuộc al-Qaeda ở Tiểu lục địa Ấn Độ và ISIL-K tiếp tục được hoạt động ở các vùng của Afghanistan.
Theo dự án Chi phí chiến tranh tại Đại học Brown, tính đến tháng 4 năm 2021, cuộc chiến này đã giết chết 171.000 đến 174.000 người ở Afghanistan; 47.245 thường dân Afghanistan, 66.000 đến 69.000 quân đội và cảnh sát Afghanistan và ít nhất 51.000 chiến binh đối lập. Tuy nhiên, số người chết có thể cao hơn do "bệnh tật, mất khả năng tiếp cận thực phẩm, nước, cơ sở hạ tầng và / hoặc các hậu quả gián tiếp khác của chiến tranh". Theo LHQ, kể từ Cuộc xâm lược năm 2001, hơn 5,7 hàng triệu người tị nạn cũ đã trở lại Afghanistan, tuy nhiên, tính đến năm 2021, 2,6 triệu người Afghanistan vẫn tị nạn hoặc đã chạy trốn, chủ yếu ở Pakistan và Iran, và 4 triệu người Afghanistan khác vẫn là những người phải di cư trong nước. Kể từ năm 2001, Afghanistan đã có những cải thiện về y tế, giáo dục và quyền của phụ nữ..
Đến năm 2021, sau 20 năm Hoa Kỳ phát động chiến tranh xâm lược Afghanistan, sau một loạt các cuộc tấn công dồn dập, đến ngày 15 tháng 8 năm 2021, các lực lượng Taliban đã tiến vào thủ đô Kabul từ mọi hướng, máy bay quân sự Mỹ đã đáp xuống Đại sứ quán Mỹ ở thủ đô Kabul để sơ tán các nhân sự của Mỹ và những người cộng tác đang khẩn trương tiêu hủy tài liệu, cũng được một số nhà bình luận so sánh với khoảnh khắc Sự sụp đổ của Sài Gòn (Fall of Saigon) trong Chiến tranh Việt Nam

### Nguồn gốc của cuộc nội chiến Afghanistan

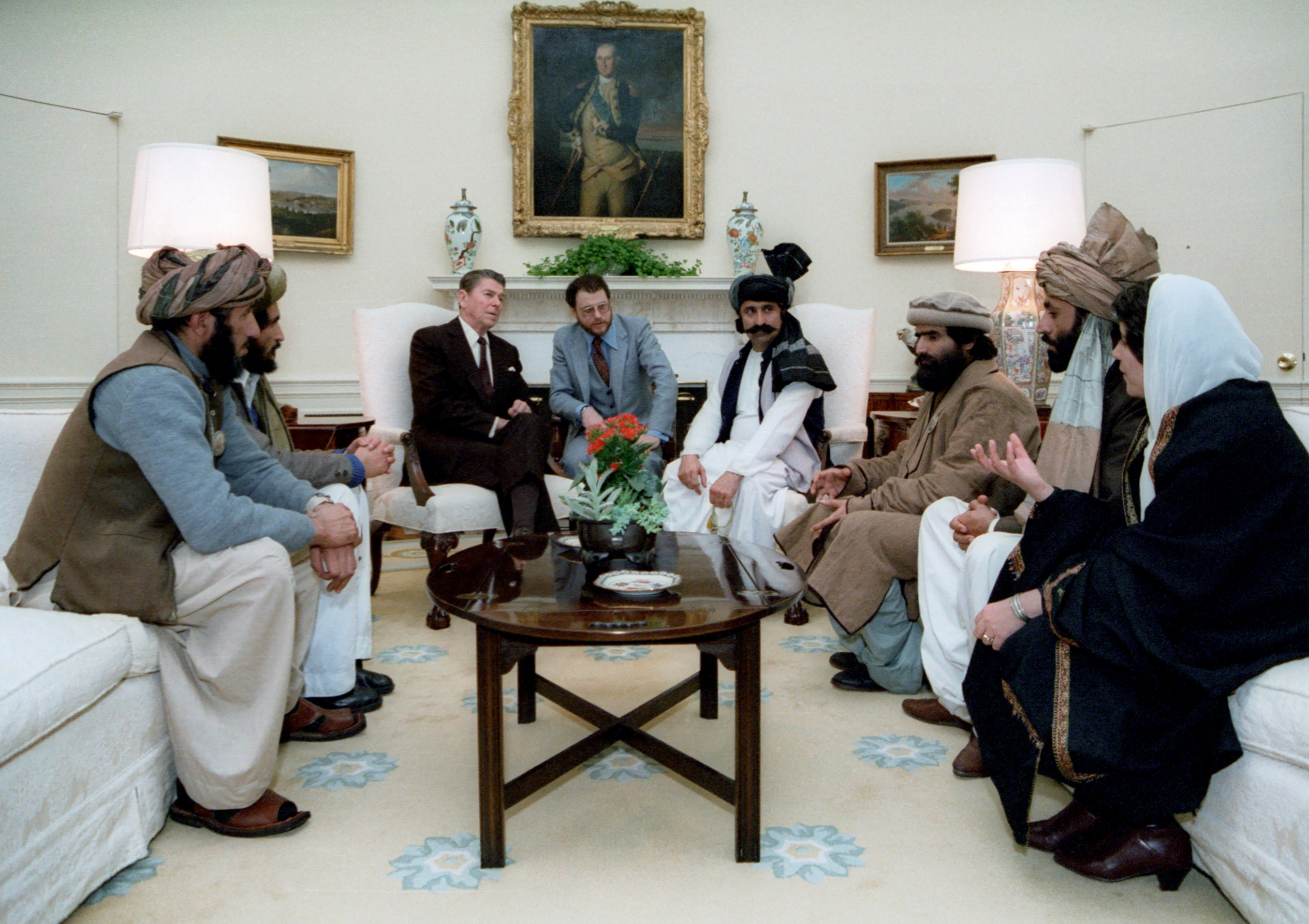
Tổng thống Reagan gặp gỡ các nhà lãnh đạo Mujahideen Afghanistan tại Phòng Bầu dục năm 1983

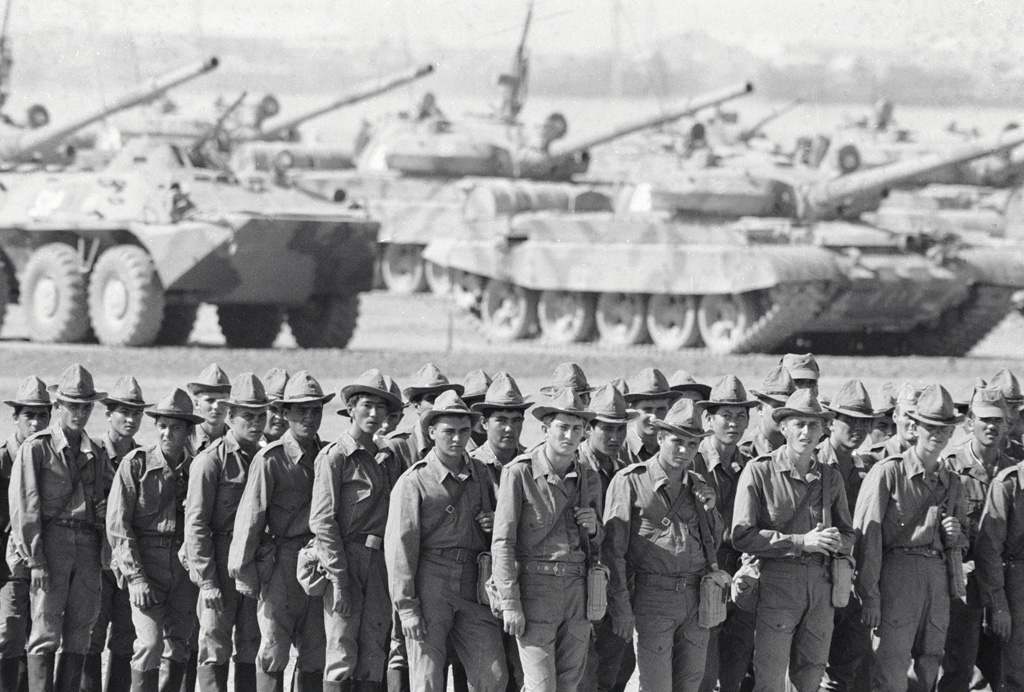
Quân đội Liên Xô năm 1986, trong Chiến tranh Liên Xô-Afghanistan

### Tấn công 11/9

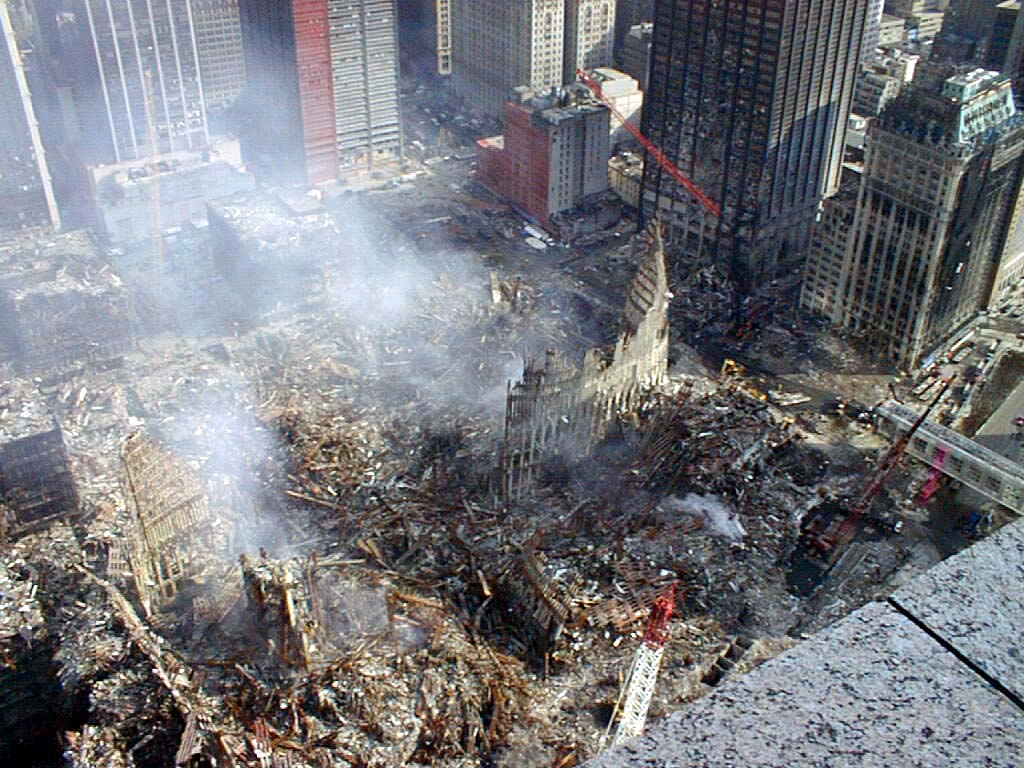
Ground Zero ở New York sau vụ tấn công ngày 11 tháng 9 năm 2001

## Bối cảnh